# Сюаньдзан

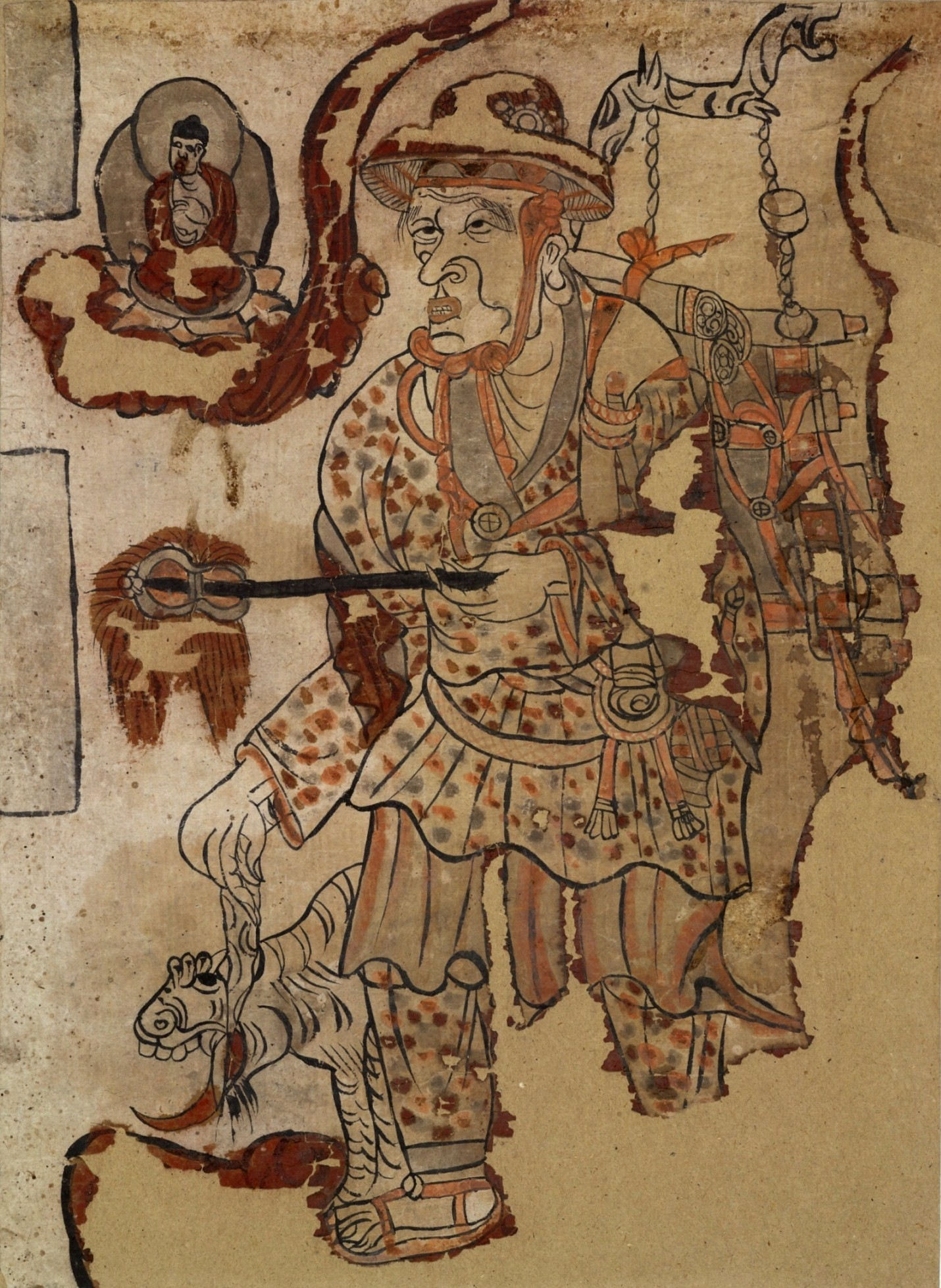
Ймовірне зображення Сюаньдзана. Малюнок тушшю і фарбою на папері з печер Могао, IX століття.

Сюаньдза́н (кит.: 玄奘, піньїнь: Xuánzàng, «Таємничий товстун») (602 —644/664)  — китайський буддійський монах, учений, філософ, мандрівник і перекладач часів династії Тан.
Сюаньдзан народився 602 року як Чень І (陈 袆) в сім'ї вчених. Він відомий своєю сімнадцятирічною подорожжю до Індії, де він навчався і спілкувався зі знаменитими буддійськими майстрами, зокрема в монастирі Наланда.
Сюаньдзан привіз з Індії 657 текстів на санскриті. Він отримав підтримку імператора, і організував велику школу перекладів у місті Чан'ань, залучаючи до роботи численних учнів у всій Східній Азії. Він переклав на китайську мову 1330 творів. Найбільший інтерес для нього складала школа Йогачара (кит.: 瑜伽 行 派) або Чіттаматра («тільки свідомості») (кит.: 唯识).
В результаті діяльності його школи переказів на Далекому Сході була заснована буддійська школа Фасян-цзун (кит.: 法相 宗), яка поширилася в Японії під тією ж назвою (в японській вимові Хосса-сю). Хоча школа Фасян існувала недовго, її погляди на свідомість, відчуття, карму, реінкарнацію були потім перейняті багатьма пізнішими школами. Першим патріархом школи Фасян став найвидатніший учень Сюаньдзан Куйцзі (кит.: 窥基).
Школа Фасян надалі зазнала нищівної критики з боку іншого учня Сюаньдзана Фацзана, кит.: 法 藏), який заснував школу Хуаянь на інших принципах.

## Ранні роки
У молодості Сюаньдзан здобув великі пізнання в буддизмі. Сюаньдзан переїхав в Чан'ань, де працював з відомими вченими буддистами. Він прийшов до висновку, що більшість розбіжностей між наявними школами зумовлені відсутністю хороших перекладів канонічних творів. Особливо не вистачало перекладу «Йогачара-бхумі-шастри» — енциклопедичного твору, в якому детально викладався шлях до досягнення стану будди відповідно до вчення Йогачара. Він вважав, що переклад цього твору Асанги сприяв би усуненню суперечок між школами. В VI столітті індійський учитель Парамартха вже переклав частину цього трактату китайською, але деяких частин бракувало. Сюаньдзан вирішив дістати в Індії повний оригінальний текст цієї пам'ятки та перекласти його.

## Паломництво до Індії
629 року Сюаньдзан побачив сон, який спонукав його здійснити паломництво до Індії. У той час Китай вів війну, і закордонні поїздки були заборонені. Імператор не дав дозволу на поїздку. Сюаньдзану вдалося переконати стражників застави Юйменьгуань і покинути імперію через Лянчжоу (Ганьсу) і Цинхай. Він перетнув пустелю Гобі, через Кумул (Хамі) потрапив на Тянь-Шань і 630 року прибув до Турфана. Цар Турфана був буддистом, він спорядив його для подальшої подорожі, давши рекомендаційні листи.
Рухаючись далі на захід, він зміг врятуватися від грабіжників, дістався до Яньцю, потім попрямував до монастирів Сарвастівада в Купі. Потім перейшов Аксу, повернув на північний захід, перейшов Тянь-Шань через перевал Бедал, і опинився на території нинішнього Киргизстану. Він обігнув озеро Іссик-Куль, потрапив в Суяб (в Чуйській долині поблизу сучасного Токмака), де зустрів кагана західних тюрків, відносини яких з Китаєм тоді були дружні. Потім він попрямував на південний захід до Чжеші (赭 时, нині Ташкент), звідти перейшов пустелю і потрапив до Самарканда, який перебував під впливом Перської імперії, там виявив покинуті буддійські храми. Цар, однак, надав йому підтримку. Рухаючись на південь, він попрямував на Памір, пройшов через перевал Залізні Ворота. Далі він спустився до Амудар'ї і увійшов в Термез, де виявив велику громаду з тисячі буддійських ченців.
Потім перевалив через Кундуз, де став свідком похорону хана Тарду, якого отруїли. Там він познайомився з монахом Дхармасімхою, і за порадою місцевого царя попрямував на захід у Балх (в сучасному Афганістані), де розташовані буддійські пам'ятники і святі місця. Там він побачив монастирі, де перебувало понад 3000 ченців Хінаяну, разом з монахом Праджнякарою Сюаньдзан вивчав хінаянські тексти. Праджнякара потім супроводжував Сюаньдзана далі в Баміан, де він зустрівся з царем і побачив десяток хінаянських монастирів і двох великих Будд, вибитих у скелі.
Після цього він перевалив через Шібар і потрапив у місто Капісі (60 км на північ від сучасного Кабула), де перебувало близько сотні монастирів і 6000 ченців, переважно махаяни. Це вже була територія Гандхари. Тут Сюаньдзан брав участь у буддійських дебатах і познайомився з багатьма буддійськими школами. Тут же він зустрів перших індуїстів та джайнів. Далі він попрямував в афганський Джелалабад, який уже вважався Індією. Він досяг Джелалабада в 630 році.

## Індія

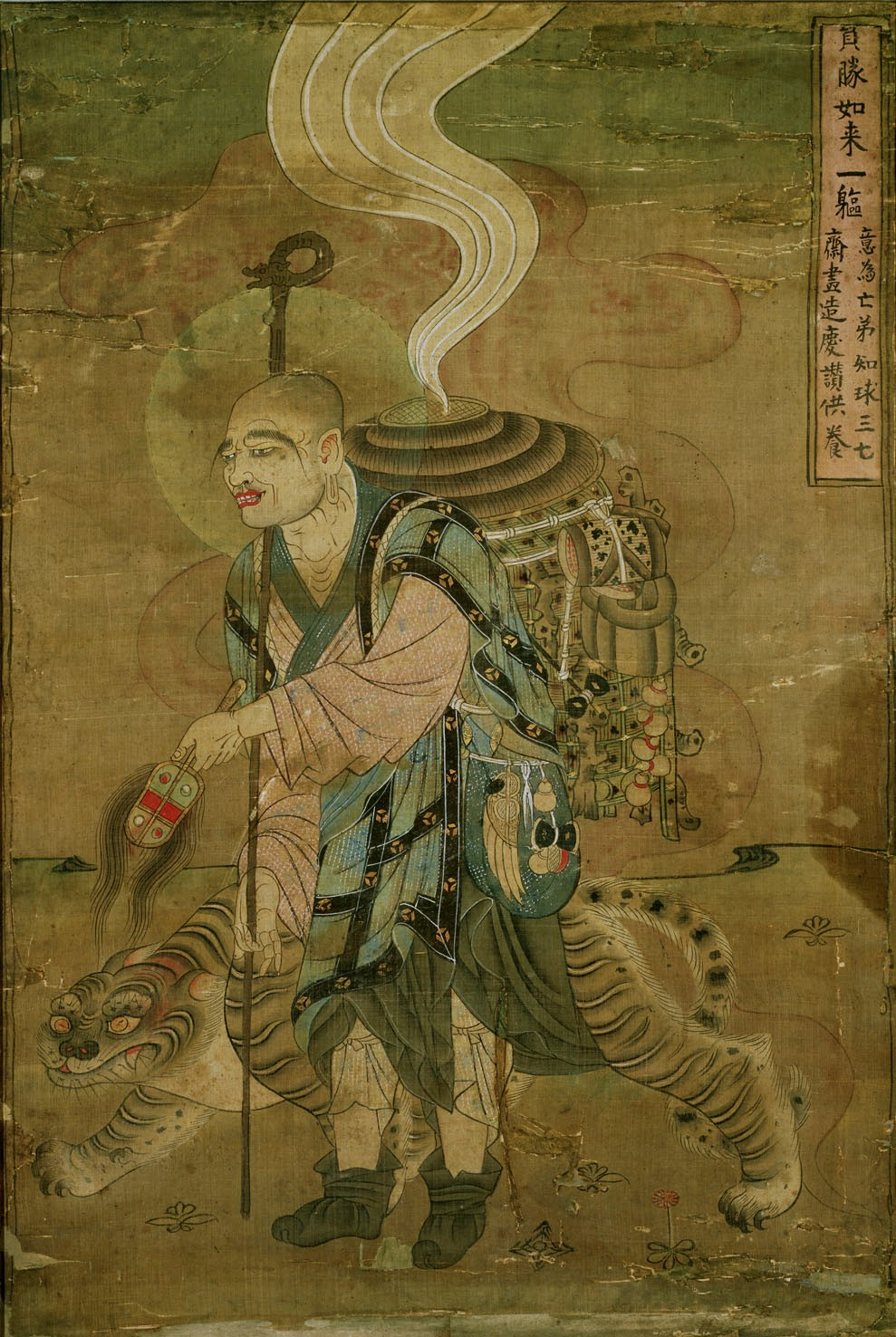
Імовірне зображення Сюаньдзана. Танка з печери № 17, Дуньхуан. Північна Сун. XI ст. Музей Гіме, Париж. Зображення мандрівного ченця з тигром і мішком повним священних текстів за плечима були об'єктом шанування поряд із зображеннями Будди. Деякі вчені вважають ці малюнки зображеннями монаха Баошена, якого в пізні часи стали сприймати як божество-покровителя паломників

У Джелалабаді було багато ступ і монастирів, але мало буддійських ченців. Сюаньдзан пройшов через Хунза та Хайберський прохід і потрапив до Пешавара, колишньої столиці Гандхари. Пешавар втратив свою колишню могутність, Буддизм був у занепаді. Сюаньдзан відвідав навколо святі місця і ступи, зокрема ступу Канішки. Ця ступа на північний захід від Пешвара була виявлена 1908 року Спунером, що допомогло відновити хід подорожі Сюаньдзана.
Від Пешавара Сюаньцзан попрямував в долину Сват, де знаходиться Уддіяна, там він побачив 1400 старих монастирів, в яких до цього було 18000 ченців. Решта ченців належали школі Махаяна. Далі він потрапив у долину Бунер, звідти через шабазіт Гхарні попрямував до річки Інд в Хунд, перетнув річку і попрямував в державу Таксіла, де панувала махаяна, Таксіла була васальним царством Кашміру. Тут він побачив сотню монастирів і більше 5000 ченців. Тут він зустрів обдарованого махаянского монаха, і провів два роки (631–633), вивчаючи Махаяну та інші буддійські школи. Сюаньдзан згадує про Четвертий буддійський Собор, що відбувався в цій місцевості близько 100 нашої ери з ініціативи кушанского царя Канішки.
У 633 Сюаньдзан покинув Кашмір і вирушив на південь до Чінабхукті (ймовірно, сучасний Фірозпур), де навчався близько року з принцом-монахом Вінітапрабхою.
У 634 він попрямував на схід до Дхалабхари в східний Пенджаб, потім відвідував переважно хінаянські монастирі в долині Куллу, повернувся на південь в Байрат, а потім в Матхуру на річці Ямуна. Хоча там переважав індуїзм, там було близько 2000 ченців обох буддійських напрямків. Далі він піднявся річкою Сругна, в 635 прибув у Матіпуру, і перетнув Ганг.
Звідси він попрямував на південь до Санкасьї (Капітхи), там де за переказом Будда спустився з небес, потім до столиці Каньякубджі (Канауджі) північноіндійського царя Харші. Тут 636 року містилося 100 монастирів і 10 000 ченців різних шкіл, цар при цьому дбайливо опікав обидва буддійських напрями. Тут Сюаньдзан вивчав твори хінаяни, а потім попрямував на схід до Айодх'ї (Сакети), батьківщину школи Йогачара. Далі Сюаньдзан попрямував на південь в Каушамбі (Косам), де перебувала значима статуя Будди.
Потім він повернувся на північ у Шравасті, пройшов через тераї на півдні сучасного Непалу (де знаходилися покинуті буддійські монастирі) і дістався до Капілавасту, останної зупинки перед Лумбіні, де народився Будда. Там він побачив колону царя Ашоки і дерево, під яким народився Будда. Колона була виявлена Фурером 1895 року, та її можна побачити в Лумбіні і в даний час.
637 року він попрямував з Лумбіні до Кушинагара, місця смерті Будди, потім — в парк оленів у Сарнатхах, де Будда давав перші настанови, і де Сюаньцзан виявив 1,500 ченців, що постійно проживають там. Далі він попрямував на схід у Варанасі, через Вайшалі, Паталіпутру (зараз Патна) і Бодх-Гаю. Потім він у супроводі місцевих ченців прибув до університету Наланда, де провів наступних два роки. Там він навчався в оточенні декількох тисяч учених ченців. Сюаньдзан вивчав логіку, граматику, санскрит і вчення Йогачари.
Сюаньдзан провів багато років, навчаючись у найвизначніших індійських буддистів, відвідуючи святі місця, беручи участь в диспутах між буддистами і представниками інших навчань. Після однієї з таких дискусій з двома прихильниками Мадх'ямакі (послідовниками Нагарджуни) він написав на санскриті поему в три тисячі строф під заголовком «Про відсутність відмінностей між Мадх'ямакою і Йогачарою» (не збереглася). Давши обіцянку своєму вчителю Шілабхадрі пропагувати логіку Дігнагі, він повернувся 645 року в Китай.

## Після повернення до Китаю

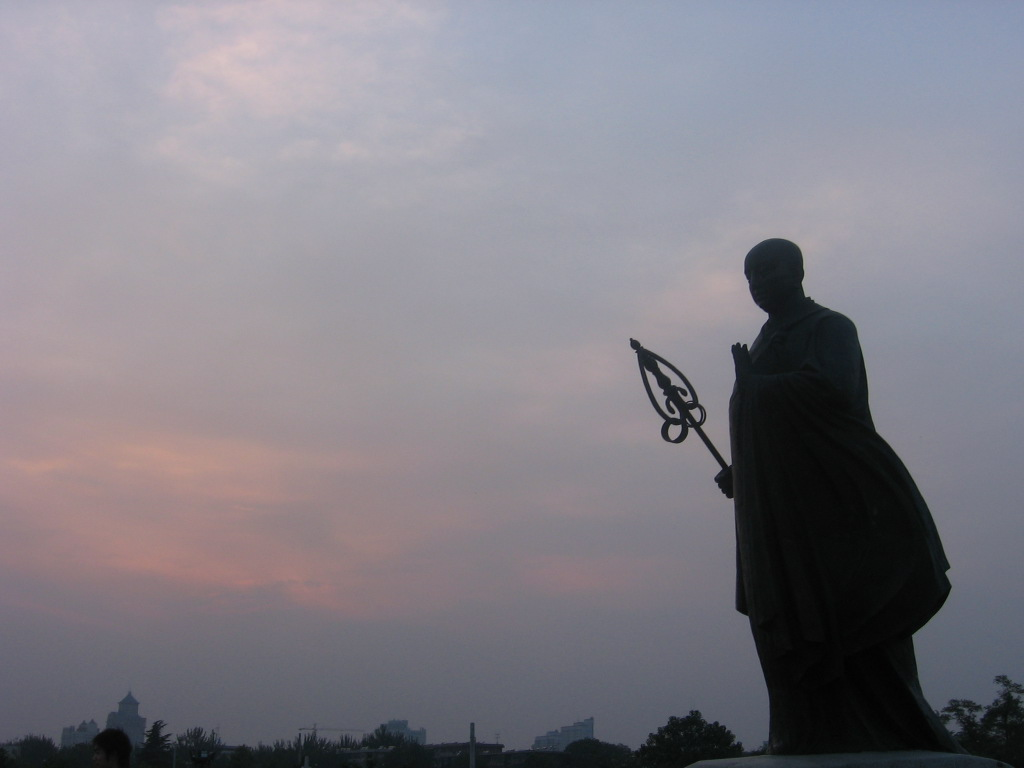
Статуя Сюаньдзана в Великій пагоді Диких Гусей, Сіань

В Індії Сюаньдзан зрозумів, що відмінності між китайським і індійським буддизмом не обмежуються відсутністю декількох глав одного з трактатів. Сюаньдзан розумів, що інтелектуальна атмосфера, науковий клімат, в якому діяли індійські вчені, набагато різноманітніші китайського. Буддистам доводилося відстоювати свої позиції в суперечках з численних супротивниками, в тому числі і небуддистами. Більшість індійських філософських шкіл були невідомі в Китаї, тоді як специфіка суперечок і термінологія багато в чому визначалися саме ідеями цих шкіл.
У Китаї поняття Йогачара і Татхагата-гарбха були практично нерозривні, в Індії ж ортодоксальні буддисти ставилися до поняття Татхагата-гарбха підозріло, майже відкидали її. Багато ключових понять китайського буддизму (наприклад, концепція природи Будди) і відповідні тексти (наприклад, «Пробудження віри в Махаяні») зовсім невідомі в Індії.
Сюаньдзан зібрав багато найцінніших буддійських текстів, частина яких в оригіналах була втрачена і збереглася лише в китайських перекладах. Крім того Сюаньдзан залишив важливі історичні свідчення, що допомагають відновити історію Індії та буддизму.
В 646 за завданням імператора Сюаньдзан завершив свою книгу « Подорож в Західний край за часів Великої Династії Тан» (大唐 西域 记), яка нині перекладена багатьма мовами.
Розповіді Сюаньдзана призвели до появи багатьох легенд, і пізніше під час династії Мін був написаний знаменитий роман «Подорож на Захід», який увійшов до числа класичних творів китайської літератури, який досі популярний в усьому світі.
Як реліквія череп Сюаньдзана зберігався в Храмі Великого Співчуття в Тяньцзіні до 1956, після чого був доставлений до університету Наланда і переданий Індії, зараз він зберігається в музеї міста Патна. У монастирі Веньшу в Ченду, в Сичуань також зберігається частина черепа Сюаньдзана.